# Handsken (öster om Äpplö, Houtskär)
Handsken är en ö i Finland. Den ligger i Skärgårdshavet öster om Äpplö i Houtskär i kommunen Pargas i den ekonomiska regionen  Åboland i landskapet Egentliga Finland, i den sydvästra delen av landet. Ön ligger omkring 54 kilometer väster om Åbo och omkring 200 kilometer väster om Helsingfors.
Öns area är 1,7 hektar och dess största längd är 250 meter i nord-sydlig riktning.